# Suženjske vojne
Suženjske vojne ali tudi servile vojne so bile serija treh uporov sužnjev (»servile« izhaja iz latinske besede »servus«, kar pomeni »suženj«) v pozni Rimski republiki
- Prva suženjska vojna (135−132 pr. n. št.) — na Siciliji, vodila sta jo Evn, nekdanji suženj, ki se je razglašal za preroka in Kleon iz Kilikije.

- Druga suženjska vojna (104−100 pr. n. št.) — na Siciliji, vodila sta jo Atenion in Trifun.

- Tretja suženska vojna ali tudi Spartakov upor (73−71 pr. n. št.) — na celinski Italiji, vodil jo je Spartak.